# Yang Yu (zwemster)
Yang Yu (Hangzhou, 6 februari 1985) is een Chinese zwemster die haar vaderland vertegenwoordigde op de Olympische Zomerspelen 2000 in Sydney, Australië, de Olympische Zomerspelen 2004 in Athene, Griekenland en de Olympische Zomerspelen 2008 in Peking, China.

## Zwemcarrière
Bij haar internationale debuut op de WK kortebaan 2000 in Athene, Griekenland veroverde Yang de wereldtitel op de 200 meter vrije slag. Tijdens de Olympische Zomerspelen van 2000 strandde de Chinese in de series van de 200 meter vrije slag, ook op de 4x100 en 4x200 meter vrije slag werd ze uitgeschakeld in de series. Op de WK zwemmen 2001 in Fukuoka, Japan sleepte de Chinese de zilveren medaille in de wacht op de 200 meter vrije slag, op de 400 meter vrije slag en de 4x200 meter vrije slag strandde ze in de series. Op de 4x100 meter vrije slag eindigde ze samen met Han Xue, Zhu Yingwen en Xu Yanwei als vijfde.

### 2002-2004
Op de WK kortebaan 2002 in Moskou, Rusland veroverde Yang het zilver op zowel de 200 meter vrije slag als de 200 meter vlinderslag. Op de 4x200 meter vrije slag werd ze samen met Xu Yanwei, Zhu Yingwen en Tang Jingzhi wereldkampioen, op de 4x100 meter vrije slag sleepte ze met dezelfde ploeggenoten de bronzen medaille in de wacht. Tijdens de WK zwemmen 2003 in Barcelona, Spanje legde ze beslag op de bronzen medaille op de 200 meter vrije slag. Op de 4x100 meter wisselslag veroverde ze samen met Zhan Shu, Luo Xuejuan en Zhou Yafei de wereldtitel. Samen met Zhou Yafei, Xu Yanwei en Pang Jiaying sleepte ze de bronzen medaille in de wacht op de 4x100 meter wisselslag. Op de Olympische Spelen van 2004 strandde Yang in de series van de 200 meter vrije slag. Op de 4x200 meter vrije slag sleepte ze samen met Zhu Yingwen, Xu Yanwei en Pang Jiaying de zilveren medaille in de wacht, op de 4x100 meter vrije slag werd ze samen met Cheng Jiaru, Xu Yanwei en Zhu Yingwen achtste.

### 2005-2008
Op de WK zwemmen 2005 in Montreal, Canada legde Yang beslag op de bronzen medaille op de 200 meter vrije slag. Ook op de 4x200 meter vrije slag won Yang de bronzen medaille, dit deed zij samen met Zhu Yingwen, Pang Jiaying en Zhou Yafei. Samen met Zhu, Pang en Li Ji eindigde ze als zesde op de 4x100 meter vrije slag. Tijdens de WK kortebaan 2006 in eigen land, in Shanghai, veroverde de Chinese, voor de tweede keer in haar carrière, de wereldtitel op de 200 meter vrije slag en op de 200 meter vlinderslag zwom ze naar het brons. Samen met Pang Jiaying, Tang Jingzhi en Xu Yanwei legde ze beslag op de zilveren medaille op de 4x200 meter vrije slag, op de 4x100 meter vrije slag eindigde ze, met dezelfde ploeggenoten als op de 4x200 meter vrij, als zesde. Op de WK zwemmen 2007 in Melbourne, Australië strandde de Chinese in de series van de 200 meter vrije slag en de 4x200 meter vrije slag, op de 4x100 meter vrije slag eindigde ze samen met Tang Yi, Tang Jinzhi en Zhu Yingwen als zevende. Tijdens de Olympische Zomerspelen van 2008 was Yang lid van de Chinese ploeg die de zilveren medaille in de wacht sleepte op de 4x200 meter vrije slag, Zhu Qianwei, Tan Miao en Pang Jiaying waren haar ploeggenotes.